# 傑斯尼亞克湖
傑斯尼亞克湖（烏克蘭語：Десняк）是烏克蘭的湖泊，位於該國北部切爾尼戈夫州，處於傑斯納河右岸，長2.5公里、寬0.1公里，面積0.3平方公里，最大水深4米。